# Dimovo
Dimovo (bulharsky Димово) je město ležící v severozápadním Bulharsku, v Dolnodunajské nížině na úpatí Staré planiny. Je správním střediskem stejnojmenné obštiny a má přibližně 1 100 obyvatel.

## Historie
První osídlení v místě založili Římané, o čemž svědčí četné vykopávky především opevnění, a přisuzuje se jim i most přes říčku Arčar, z něhož se dochovaly základy. Současné sídlo vzniklo jako dědina v druhé polovině 19. století a patří tak v Bulharsku k nejmladším. Po dobytí Kavkazu Ruskem v letech 1862–1864 emigrovali muslimští Čerkesové do Malé Asie. V rámci své národnostní politiky je Osmanská říše násilně přesídlila do oblastí s kompaktním křesťanským obyvatelstvem, aby tam posílila svůj vliv. V oblasti byly takto založeny tři čerkeské kolonie. Mezi bulharskými vesnicemi Bela, Kostičovci a Makreš se na obou stranách říčky Arčar usadilo asi 300 čerkeských rodin a sídlo se pojmenovalo Osmanie.
Za rusko-turecké války po pádu Belogradčiku Čerkesové ves opustili spolu s ustupující tureckou armádou. Opuštěné nemovitosti zabírali Bulhaři z okolí a po berlínském kongresu také uprchlíci ze západní Thrákie, kteří si ještě v roce 1878 postavili na levém břehu řeky asi 73 domů. Obec získala své první bulharské jméno Bărzica. Od jara 1879 se na levém břehu začaly usazovat i bulharské rodiny a počet domů vzrostl o 60 a dědina se přejmenovala na Bărzici. O něco později přišli další osadníci z různých balkánských vesnic a na úpatí západních svahů si postavili dalších 40 domů. Na druhé straně thráčtí osadníci se postupně během následujících tří let odstěhovali nejspíše proto, že mluvili v tomto regionu neobvyklým dialektem se silnějším vlivem řečtiny a turečtiny a i jejich zvyky byly odlišné. V květnu 1881 byla obec přejmenována na Alexandrovo na počest knížete Alexandra Battenberga, který se zde zastavil na oběd při cestě do Vidinu.
Školní výuka byla zahájena na podzim roku 1879 a v roce 1883 byla zprovozněna nová budova školy. V roce 1903 byla dokončen pravoslavný kostel. V roce 1907 bylo založeno spotřební družstvo Progress, které v roce 1910 otevřelo první obchod ve vsi. V roce 1923 byla zprovozněna trať Mezdra-Vidin a zdejší železniční stanice se stala spádovou pro zhruba 35 okolních osad.
V roce 1936 se obec po krátkou dobu jmenovala Vlajkovo, ale pro odpor místních obyvatel jí byl navrácen původní název v mírně pozměněné podobě Kňaz Alexandrovo. V roce 1938 tu byl otevřen nový strojní mlýn s německou technologií. K poslednímu přejmenování došlo v roce 1951, kdy ves dostala jméno podle pseudonymu místního partyzána Živko Pueva. Městem bylo Dimovo prohlášeno v roce 1969.

## Obyvatelstvo
Ve městě žije 1 103 obyvatel a je zde trvale hlášeno 1 106 obyvatel. Podle sčítání 1. února 2011 bylo národnostní složení následující:
- Bulhaři: 956 (91.7 %)
- Romové: 87 (8.3 %)